# 1984 Fedynskij
1984 Fedynskij este un asteroid din centura principală, descoperit pe 10 octombrie 1926 de Serghei Beliavski.